# Ludwik Wodzicki
Ludwik Wodzicki (19. srpna 1834 Krakov – 11. srpna 1894 na cestě z Paříže do Ostende) byl rakouský politik polské národnosti z Haliče, v 2. polovině 19. století poslanec Říšské rady.

## Biografie
Patřilo mu panství Tyczyn u Řešova. Panství převzal roku 1858 po otci. Jeho otec, Aleksander Wodzicki, byl účastníkem listopadového povstání. Ludwik studoval v Krakově, kde se zapojil do polských vlastenckých kruhů. V letech 1858–1862 se podílel na činnosti Zemědělské společnosti. Roku 1863 se podílel na pomoci polskému protiruskému povstání. Po porážce povstání odešel před pronásledováním ze strany rakouských úřadů dočasně do Anglie. Do Rakouska se vrátil po roce.
V roce 1865 a opět roku 1867 byl zvolen na Haličský zemský sněm za velkostatkářskou kurii, obvod Krakov. Zemský sněm ho 2. března 1867 zvolil i do Říšské rady. Už roku 1868 ale na mandát v Říšské radě rezignoval. 14. prosince 1869 ovšem po znovuzvolení opětovně složil slib. Mandát opětovně složil dopisem z 31. března 1870 v rámci hromadných rezignací federalisticky orientovaných slovanských poslanců. Opětovně byl zemským sněmem do Říšské rady delegován roku 1870 a 1871. Na práci Říšské rady se ale nepodílel a jeho mandát byl na základě absence 21. dubna 1873 prohlášen za zaniklý. Opět se do vídeňského parlamentu vrátil v prvních přímých volbách roku 1873, kdy uspěl za kurii venkovských obcí v Haliči, obvod Rzeszów, Kolbuszowa, atd. Slib složil 10. listopadu 1873, rezignace oznámena na schůzi 4. září 1877.
Dlouhodobě zasedal na Haličském zemském sněmu a působil zde od roku 1877 do prosince 1880 i jako zemský maršálek, tedy předseda sněmu (v některých jiných korunních zemích monarchie se tento post nazýval zemským hejtmanem). Později byl i členem Panské sněmovny (jmenovaná horní komora Říšské rady) a zastával i funkci generálního guvernéra Rakousko-uherské zemské banky.
Zemřel náhle v srpnu 1894 na cestě vlakem z Paříže do Ostende.